# Hoplostethus rubellopterus
Hoplostethus rubellopterus är en fiskart som beskrevs av Kotlyar, 1980. Hoplostethus rubellopterus ingår i släktet Hoplostethus och familjen Trachichthyidae. Inga underarter finns listade i Catalogue of Life.